# Estadio Libertador Simón Bolivar
Estadio Libertador Simón Bolívar – wielofunkcyjny stadion w dzielnicy Tembladerani, w La Paz, w Boliwii. Jest najczęściej używany do meczów piłki nożnej przez klub Club Bolívar. Stadion ma pojemność 25 000 osób.